# Museo del Botijo (Argentona)
El Museo del Botijo (Museu del Càntir d'Argentona en catalán), fundado en 1975 en Argentona (Barcelona), está actualmente instalado en un edificio de cuatro plantas inaugurado el 20 de julio de 2000. El museo es un organismo autónomo del Ayuntamiento de Argentona. 
Los orígenes del museo se relacionan con la Fiesta del Botijo, que se celebra el 4 de agosto desde 1951 y que recuperó una festividad celebrada desde el siglo XVII con motivo de un "voto popular" a San Domingo, patrón de las aguas, por proteger a la población de una grave epidemia de peste. Anualmente, coincidiendo con la Fiesta del Botijo, el Museo organiza la Feria Internacional de Cerámica y Loza a fin de difundir y favorecer el mantenimiento de la alfarería tradicional y promover los valores de la cerámica de creación. La fiesta y el Museo fueron promovidos por Jaume Clavell i Nogueras y un grupo de ciudadanos agrupados bajo el nombre de Amics d'Argentona.

## Exposición
La colección incluye más de 3.000 vasijas, los más significativos de los cuales pueden contemplarse en las nuevas salas del museo. La exposición permanente hace una introducción a la historia, la tipología y el proceso de elaboración de los botijos. La segunda planta del museo se destina a las exposiciones monográficas.
La exposición permanente se presenta en cinco ámbitos temáticos y el Espacio Picasso.
- Primer ámbito. La humanidad y el agua: una relación cultural. En un ambiente de recogimiento, se estudia cómo la relación entre la humanidad y el agua es, ante todo, cultural, y se refleja en vasijas que cumplen las mismas funciones que los botijos.

- Segundo ámbito. Formas y funciones de las vasijas de agua: las morfologías. Este ámbito muestra cómo las culturas de la península ibérica han desarrollado vasijas de loza destinadas a cumplir diversas funciones relacionadas con el agua en el hogar, como cántaros, botijos, aguamaniles o baldes.

- Tercer ámbito. Historia del botijo: de la Edad de Bronce a nuestros días. Este ámbito presenta los periodos de máximo esplentor del botijo: la Edad de Bronce mediterránea, la Grecia helenística, el resurgimiento de fines de la Edad Media, el auge de los siglos XVII y XVIII, la gran producción del primer tercio del siglo XX y la decadencia de la segunda mitad del mismo.

- Cuarto ámbito. Un botijo para cada función: las tipologías. La amplia variedad de formas de botijos se ve reflejada en este ámbito del museo: botijos grandes, comunes, de invierno, de campo, antropomorfos, zoomorfos, decorativos y artísticos. Hay también botijos de madera, de metal, de corcho y de vidrio.

- Quinto ámbito: proceso de fabricación del botijo. Muestra, mediante varios audiovisuales, el proceso tradicional de fabricación de botijos, desde la extracción de la tierra hasta la comercialización de la pieza ya terminada, pasando por el moldeo del barro, la decoración y la cocción.

La procedencia geográfica de las piezas es muy amplia y están representados los centros productores de alfarería más importantes de Cataluña, España y el resto del mundo.
En julio de 2006 se inauguró el Espacio Picasso, donde se exponen cuatro ejemplos de botijos del artista malagueño y se explica la relación entre Pablo Picasso y la cerámica.